# Heterodisca ignea
Heterodisca ignea là một loài bướm đêm trong họ Geometridae.